# Příbuzenský výběr

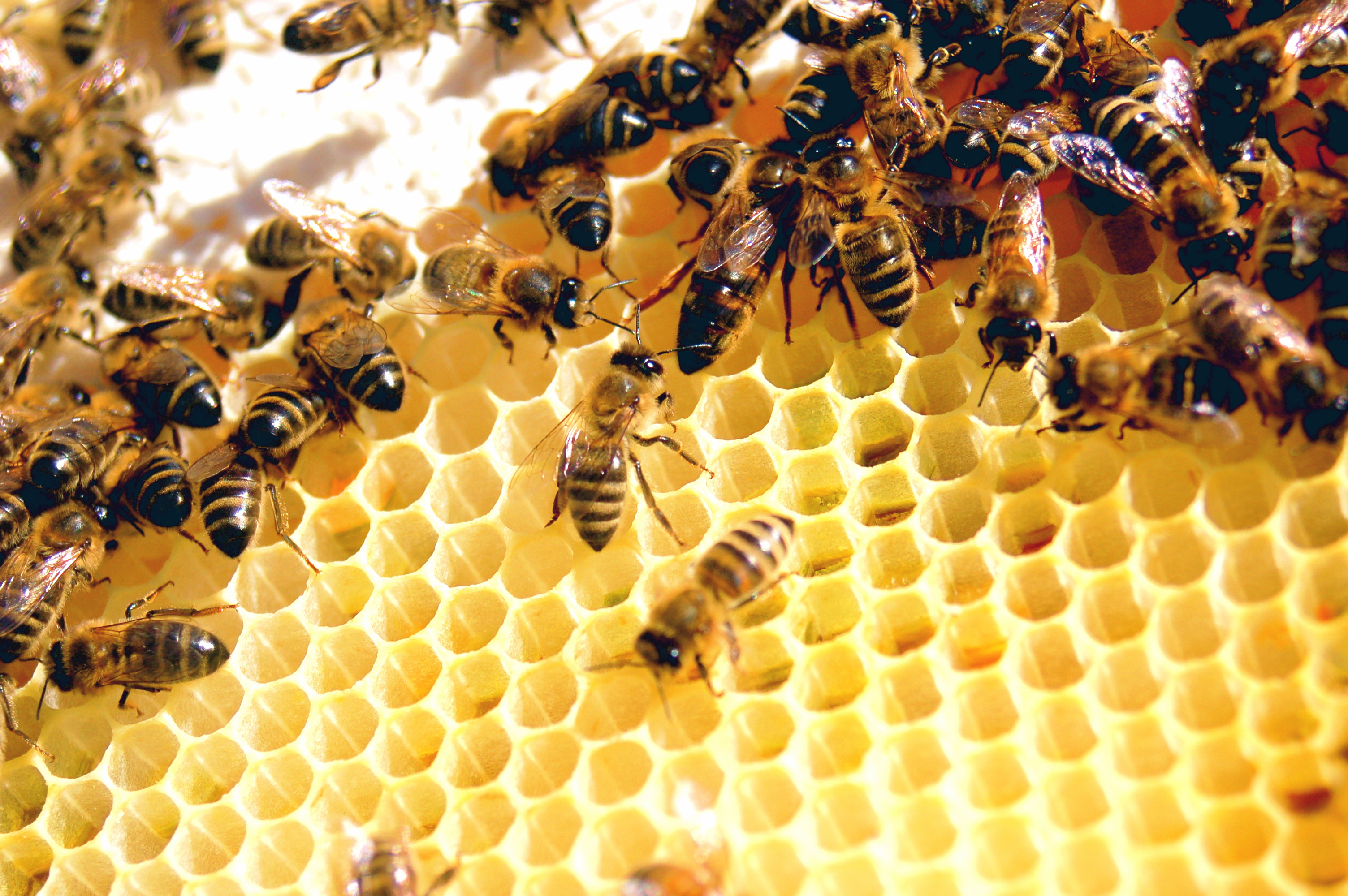
Chování některého společenského hmyzu, jako jsou včely, lze vysvětlit příbuzenským výběrem

Příbuzenský výběr je evoluční strategie, která podporuje reprodukční úspěch příbuzných organismů i za cenu vlastního života a vlastní reprodukce. Příbuzenský altruismus může vypadat jako altruistické chování, jehož evoluce je řízena příbuzenským výběrem. Příbuzenský výběr je příkladem inkluzivního fitness, který kombinuje počet vlastních produkovaných potomků s počtem potomků, které jednotlivec může zajistit tak, že podporuje namísto sebe jiné jednotlivce, například sourozence.
Charles Darwin diskutoval o teorii příbuzenského výběru ve svém díle O původu druhů z roku 1859. Hádanku pro něj představovaly kolonie společenského hmyzu, jako dělnice včel medonosných, které obětují vlastní možnost se rozmnožovat na úkor svých matek. Vyslovil, že altruizmus může být podporován na úrovni pokrevního příbuzenství. Ve 30. letech a 50. letech 20. století dva vědci Ronald Fisher a J. B. S. Haldane vytyčili ranou matematiku příbuzenského výběru, přičemž Haldane pronesl slavný žert, že položí život za dva bratry nebo osm bratranců. Haldaneova poznámka poukázala na skutečnost, že jestliže jedinec obětuje svůj život, aby zachránil dva sourozence, čtyři synovce nebo osm bratranců, jedná se v evolučním pojetí o „spravedlivé řešení“, protože sourozenci jsou si vzájemně příbuzní z 50 %, synovci z 25 % a bratranci z 12,5 %.
Koncept zformuloval vědec W. D. Hamilton:
Pokrevným příbuzným se vyplatí pomoci v přímé úměře k jejich genetické blízkosti, vážené velikostí přínosu, který získají.

a vešel do známosti jako Hamiltonovo pravidlo.
Podle matematického vyjádření Hamiltonova pravidla se altruistické geny objeví, jakmile platí {\displaystyle rB>C}, kdy r označuje koeficient příbuznosti mezi aktérem a příjemcem, B reprodukční přínosy pro příjemce a C reprodukční náklady aktéra.